# 2012-es labdarúgó-Európa-bajnokság (selejtező – H csoport)
A 2012-es labdarúgó-Európa-bajnokság selejtezőjének H csoportjának mérkőzéseit tartalmazó lapja. A csoport sorsolását 2010. február 7-én tartották Lengyelország fővárosában, Varsóban. A csoportban körmérkőzéses, oda-visszavágós rendszerben játszottak egymással a labdarúgó-válogatottak.
A csoportban öt válogatott, Portugália, Dánia, Norvégia, Ciprus és Izland szerepelt. A csoportelső Dánia automatikus résztvevője lett a 2012-es labdarúgó-Európa-bajnokságnak. A csoport második helyezettje, Portugália pótselejtezőt játszik.

## Tabella
| Hely. | Csapat     | M | Gy | D | V | G+ | G– | Gk  | P  | Továbbjutás                           |     | Dánia | Portugália | Norvégia | Izland | Ciprusi Köztársaság |
| ----- | ---------- | - | -- | - | - | -- | -- | --- | -- | ------------------------------------- | --- | ----- | ---------- | -------- | ------ | ------------------- |
| 1.    | Dánia      | 8 | 6  | 1 | 1 | 15 | 6  | +9  | 19 | Kijutott a 2012-es Európa-bajnokságra |     | —     | 2–1        | 2–0      | 1–0    | 2–0                 |
| 2.    | Portugália | 8 | 5  | 1 | 2 | 21 | 12 | +9  | 16 | Pótselejtezőbe került                 |     | 3–1   | —          | 1–0      | 5–3    | 4–4                 |
| 3.    | Norvégia   | 8 | 5  | 1 | 2 | 10 | 7  | +3  | 16 |                                       |     | 1–1   | 1–0        | —        | 1–0    | 3–1                 |
| 4.    | Izland     | 8 | 1  | 1 | 6 | 6  | 14 | −8  | 4  |                                       | 0–2 | 1–3   | 1–2        | —        | 1–0    |                     |
| 5.    | Ciprus     | 8 | 0  | 2 | 6 | 7  | 20 | −13 | 2  |                                       | 1–4 | 0–4   | 1–2        | 0–0      | —      |                     |

1. 1 2  Az egymás elleni eredmény döntetlen. Az összes gólkülönbség döntött.

## Mérkőzések
Az UEFA versenyszabályzatának 11.04 pontja szerint a csoportban szereplő országok labdarúgó-szövetségeinek a sorsolást követően 30 napjuk van arra, hogy az egyes mérkőzések időpontjairól megegyezzenek. Ha nem tudnak megegyezni, akkor az UEFA határozza meg az egyes mérkőzések pontos dátumát.
A csoportban szereplő országok labdarúgó-szövetségei Koppenhágában egyeztettek 2010. március 8-án. Azonban a szövetségek nem tudtak megegyezni, ezért a mérkőzések dátumait az UEFA határozta meg 2010. március 25-én, Izraelben a Tel-Avivi kongresszusán.
| 2010. szeptember 3. 20:45 (UTC+1) |

| Portugália                                            | 4–4               | Ciprus                                               |
| ----------------------------------------------------- | ----------------- | ---------------------------------------------------- |
| Almeida 8' Meireles 29' Danny Alves 50' Fernandes 60' | (2–2) Jegyzőkönyv | Alonéftisz 3' Konsztandínu 11' Okkász 57' Avraam 89' |

| Estádio D. Afonso Henriques, Guimarães Nézőszám: 9100 Játékvezető: Mark Clattenburg (angol) |

| 2010. szeptember 3. 19:00 (UTC+0) |

| Izland       | 1–2               | Norvégia                     |
| ------------ | ----------------- | ---------------------------- |
| Helguson 38' | (1–0) Jegyzőkönyv | Hangeland 59' Abdellaoue 75' |

| Laugardalsvöllur, Reykjavík Nézőszám: 6137 Játékvezető: Luca Banti (olasz) |

| 2010. szeptember 7. 20:15 (UTC+2) |

| Dánia          | 1–0               | Izland |
| -------------- | ----------------- | ------ |
| Kahlenberg 90' | (0–0) Jegyzőkönyv |        |

| Parken Stadion, Koppenhága Nézőszám: 18 908 Játékvezető: Dougie McDonald (skót) |

| 2010. szeptember 7. 20:30 (UTC+2) |

| Norvégia      | 1–0               | Portugália |
| ------------- | ----------------- | ---------- |
| Huseklepp 21' | (1–0) Jegyzőkönyv |            |

| Ullevaal Stadion, Oslo Nézőszám: 24 535 Játékvezető: Laurent Duhamel (francia) |

| 2010. október 8. 21:00 (UTC+3) |

| Ciprus     | 1–2               | Norvégia           |
| ---------- | ----------------- | ------------------ |
| Okkász 58' | (0–2) Jegyzőkönyv | Riise 2' Carew 42' |

| Andónisz Papadópulosz Stadion, Lárnaka Nézőszám: 8500 Játékvezető: Serge Gumienny (belga) |

| 2010. október 8. 20:45 (UTC+1) |

| Portugália               | 3–1               | Dánia                |
| ------------------------ | ----------------- | -------------------- |
| Nani 29' 31' Ronaldo 85' | (2–0) Jegyzőkönyv | Carvalho 80' (öngól) |

| Estádio do Dragão, Porto Nézőszám: 27 000 Játékvezető: Eric Braamhaar (holland) |

| 2010. október 12. 20:15 (UTC+2) |

| Dánia                            | 2–0               | Ciprus |
| -------------------------------- | ----------------- | ------ |
| M.D. Rasmussen 47' Lorentzen 81' | (0–0) Jegyzőkönyv |        |

| Parken Stadion, Koppenhága Nézőszám: 15 544 Játékvezető: César Muñiz Fernández (spanyol) |

| 2010. október 12. 21:45 (UTC) |

| Izland       | 1–3               | Portugália                             |
| ------------ | ----------------- | -------------------------------------- |
| Helguson 17' | (1–2) Jegyzőkönyv | Ronaldo 3' R. Meireles 27' Postiga 72' |

| Laugardalsvöllur, Reykjavík Nézőszám: 9755 Játékvezető: Thomas Einwaller (osztrák) |

| 2011. március 26. 20:00 (UTC+2) |

| Ciprus | 0–0         | Izland |
| ------ | ----------- | ------ |
|        | Jegyzőkönyv |        |

| Andónisz Papadópulosz Stadion, Lárnaka Nézőszám: 2000 Játékvezető: Darko Čeferin (szlovén) |

| 2011. március 26. 20:00 (UTC+1) |

| Norvégia      | 1–1               | Dánia         |
| ------------- | ----------------- | ------------- |
| Huseklepp 81' | (0–1) Jegyzőkönyv | Rommedahl 27' |

| Ullevaal Stadion, Oslo Nézőszám: 24 828 Játékvezető: Gianluca Rocchi (olasz) |

| 2011. június 4. 18:45 (UTC) |

| Izland | 0–2               | Dánia                  |
| ------ | ----------------- | ---------------------- |
|        | (0–0) Jegyzőkönyv | Schøne 60' Eriksen 75' |

| Laugardalsvöllur, Reykjavík Nézőszám: 7629 Játékvezető: Fırat Aydınus (török) |

| 2011. június 4. 21:00 (UTC+1) |

| Portugália  | 1–0               | Norvégia |
| ----------- | ----------------- | -------- |
| Postiga 53' | (0–0) Jegyzőkönyv |          |

| Estádio da Luz, Lisszabon Nézőszám: 47 829 Játékvezető: Cüneyt Çakır (török) |

| 2011. szeptember 2. 20:00 (UTC+2) |

| Norvégia                  | 1–0               | Izland |
| ------------------------- | ----------------- | ------ |
| Abdellaoue 88' (11-esből) | (0–0) Jegyzőkönyv |        |

| Ullevaal Stadion, Oslo Nézőszám: 22 381 Játékvezető: Ovidiu Hațegan (román) |

| 2011. szeptember 2. 21:45 (UTC+3) |

| Ciprus | 0–4               | Portugália                                         |
| ------ | ----------------- | -------------------------------------------------- |
|        | (0–1) Jegyzőkönyv | Ronaldo 35' (11-esből) 83' Almeida 84' Danny 90+2' |

| GSZP Stadion, Nicosia Nézőszám: 15 444 Játékvezető: Gianluca Rocchi (olasz) |

| 2011. szeptember 6. 20:15 (UTC+2) |

| Dánia            | 2–0               | Norvégia |
| ---------------- | ----------------- | -------- |
| Bendtner 24' 44' | (2–0) Jegyzőkönyv |          |

| Parken Stadion, Koppenhága Nézőszám: 37 167 Játékvezető: Stéphane Lannoy (francia) |

| 2011. szeptember 6. 18:45 (UTC±0) |

| Izland        | 1–0               | Ciprus |
| ------------- | ----------------- | ------ |
| Sigþórsson 5' | (1–0) Jegyzőkönyv |        |

| Laugardalsvöllur, Reykjavík Játékvezető: Boško Jovanetić (szerb) |

| 2011. október 7. 21:30 (UTC+3) |

| Ciprus       | 1–4               | Dánia                                         |
| ------------ | ----------------- | --------------------------------------------- |
| Avraam 45+1' | (1–4) Jegyzőkönyv | Jacobsen 7' Rommedahl 11' 22' Krohn-Dehli 20' |

| GSZP Stadium, Nicosia Játékvezető: Marijo Strahonja (horvát) |

| 2011. október 7. 21:00 (UTC+1) |

| Portugália                                       | 5–3               | Izland                                          |
| ------------------------------------------------ | ----------------- | ----------------------------------------------- |
| Nani 13' 21' Postiga 45' Moutinho 81' Eliseu 87' | (3–0) Jegyzőkönyv | Jónasson 48' 68' G. Sigurðsson 90+3' (11-esből) |

| Estádio do Dragão, Porto Játékvezető: Bas Nijhuis (holland) |

| 2011. október 11. 20:15 (UTC+2) |

| Norvégia                         | 3–1               | Ciprus    |
| -------------------------------- | ----------------- | --------- |
| Pedersen 25' Carew 34' Høgli 65' | (2–1) Jegyzőkönyv | Okász 42' |

| Ullevaal Stadion, Oslo Játékvezető: William Collum (skót) |

| 2011. október 11. 20:15 (UTC+2) |

| Dánia                        | 2–1               | Portugália    |
| ---------------------------- | ----------------- | ------------- |
| Krohn-Dehli 13' Bendtner 63' | (1–0) Jegyzőkönyv | Ronaldo 90+2' |

| Parken Stadion, Koppenhága Játékvezető: Nicola Rizzoli (olasz) |

## Gólszerzők
| Helyezés | Játékos                 | Ország     | Gólok |
| -------- | ----------------------- | ---------- | ----- |
| 1        | Jánnisz Okkász          | Ciprus     | 2     |
| 1        | Heiðar Helguson         | Izland     | 2     |
| 1        | Erik Huseklepp          | Norvégia   | 2     |
| 1        | Raul Meireles           | Portugália | 2     |
| 1        | Nani                    | Portugália | 2     |
| 1        | Cristiano Ronaldo       | Portugália | 2     |
| 2        | Andréasz Avraam         | Ciprus     | 1     |
| 2        | Mihálisz Konsztandínu   | Ciprus     | 1     |
| 2        | Efsztáthiosz Alonéftisz | Ciprus     | 1     |
| 2        | Thomas Kahlenberg       | Dánia      | 1     |
| 2        | Kasper Lorentzen        | Dánia      | 1     |
| 2        | Morten Rasmussen        | Dánia      | 1     |
| 2        | Dennis Rommedahl        | Dánia      | 1     |
| 2        | Mohammed Abdellaoue     | Norvégia   | 1     |
| 2        | John Carew              | Norvégia   | 1     |
| 2        | Brede Hangeland         | Norvégia   | 1     |
| 2        | John Arne Riise         | Norvégia   | 1     |
| 2        | Hugo Almeida            | Portugália | 1     |
| 2        | Danny Alves             | Portugália | 1     |
| 2        | Manuel Fernandes        | Portugália | 1     |
| 2        | Hélder Postiga          | Portugália | 1     |

## Nézőszám
| Ország     | Legmagasabb | Legalacsonyabb | Átlagos |
| ---------- | ----------- | -------------- | ------- |
| Ciprus     | -           | -              | -       |
| Dánia      | 18 908      | 18 908         | 18 908  |
| Izland     | 6 137       | 6 137          | 6 137   |
| Norvégia   | 24 535      | 24 535         | 24 535  |
| Portugália | 9 100       | 9 100          | 9 100   |

## Külső hivatkozások
- UEFA hivatalos honlapja
- A 2012-es labdarúgó-Európa-bajnokság hivatalos oldala
- A 2012-es labdarúgó-Európa-bajnokság szabályzata